# Max Reger-archief
Het Max Reger-archief (Duits Max-Reger-Archiv) is een archief met de persoonlijke nalatenschap van de componist, pianist en dirigent Max Reger (1873-1916). Het dient tevens als onderzoekscentrum, ontmoetingsplek en museum. Het is gevestigd in het slot Elisabethenburg in Meiningen in de Duitse deelstaat Thüringen.

## Geschiedenis

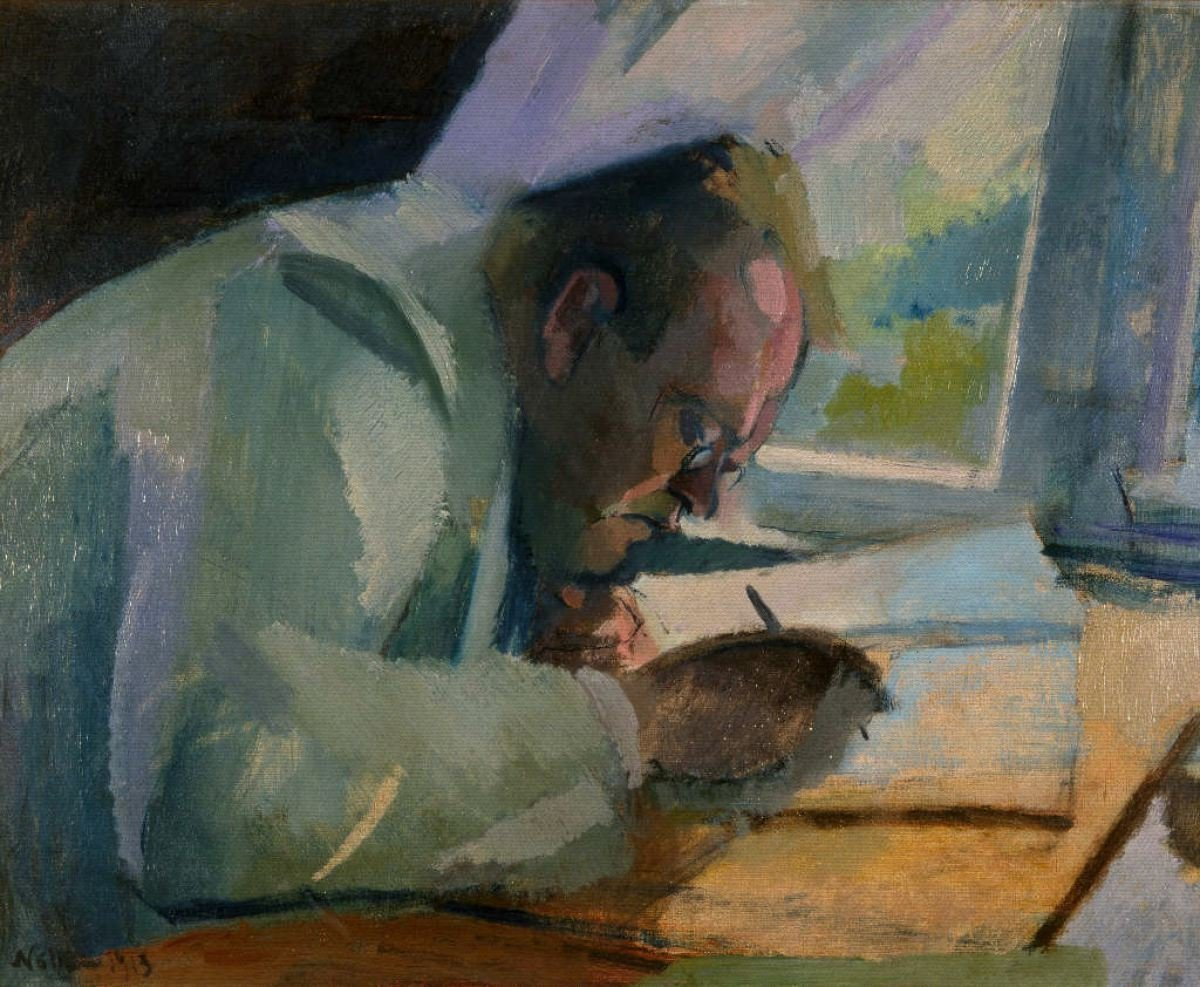
Max Reger aan het werk, schilderij van Franz Nölken, 1913

Reger overleed op 11 mei 1916 en na twee weken vatte zijn weduwe Elsa het plan op om zijn artistieke nalatenschap te bewaren en open te stellen voor het publiek. Zij besloot om hun woonhuis in Jena hiervoor in te richten. Via de oprichting van een stichting en met de ondersteuning van de musici Fritz en Adolph Busch kon zij haar plannen verwezenlijken. Op 2 juli 1920 werden de deuren van het archief geopend.
In deze beginjaren kon ze het huis door de inflatie niet meer financieren. Op 28 maart 1922 sloot ze een overeenkomst met de minister van cultuur van Thüringen en droeg daarmee het Max-Reger-Archiv over aan de Duitse deelstaat Thüringen. Het archief verhuisde naar het Schlossmuseum in Weimar en stond voortaan onder toezicht van een curatorium. Elsa Reger was evenwel zodanig ontevreden met de presentatie in het Schlossmuseum dat ze overwoog om het archief naar München te verplaatsen, waar zij inmiddels zelf woonde. Ook onttrok zij uit financiële nood, zoals in de overeenkomst destijds afgesproken was, herhaaldelijk verschillende manuscripten aan het archief om deze te verkopen. De verplaatsing naar München werd afgewend en onder de leiding van hogeregeringsraad (hoge ambtenaar van Thüringen) Karl Dittmar werden er aanzienlijke verbeteringen doorgevoerd.
Rond 1935 ontstonden de eerste plannen voor een verhuizing van het Max-Reger-Archiv naar Meiningen, waar Reger van 1911 tot 1914 de destijds beroemde Meininger Hofkapelle had geleid. Deze plannen werden door Elsa Reger gesteund mede doordat zij aan deze tijd gelukkige herinneringen bewaarde. Dit blijkt ook uit het volgende citaat: "… [deze stad] waarin zij met Max Reger zulke diep gelukkige en voor hem succesvolle jaren heeft beleefd dankzij de gunsten van hertog George." Wat ook voor overplaatsing sprak was, dat Reger nooit banden met Weimar had gehad en er bovendien op 11 april 1937 het eerste Duitse Reger-monument in de Englische Garten van Meiningen werd ingewijd. Vanwege de oorlog werd het archief in 1942 echter genoodzaakt te sluiten. Het merendeel ervan werd geëvacueerd naar Havezate Holzdorf en naar de kluis van de Deutsche Bank in Weimar.
In 1946 besloot de Thüringse overheid ten slotte om het archief naar het Elisabethenschloss in Meiningen te verplaatsen. Tussen 1946 en 1948 werd Regers nalatenschap in talrijke deeltransporten naar Meiningen verplaatst, waar het nieuwe Max-Reger-Archiv onder leiding van Ottomar Güntzel op 9 mei 1948 opengesteld werd.
Vanaf 1965 leidde Herta Müller het archief, zij werd in 2004 opgevolgd door Maren Goltz.

## Collectie
- Max Regers persoonlijke verzameling bladmuziek met al zijn eigen composities en werken van andere bekende componisten, waaronder Johann Sebastian Bach, Franz Liszt, Richard Wagner en Hugo Wolf.
- 26 autografen van werk van Max Reger en eerste uitgaves met door hem zelf gemaakte aantekeningen
- 74 partituren van orkestwerken uit de 18e en de 19e eeuw die door Reger van aantekeningen zijn voorzien
- Meubilair uit de werk- en muziekkamer van Reger waaronder de Ibach-vleugel en de muziekkast
- Kunstvoorwerpen en herinneringsstukken
- Delen van de correspondentie tussen Max en Elsa Reger en persoonlijke documenten
- Collectie afbeeldingen van de Regers (foto's, schilderijen en plastisch werk)